# Arthwyr
Arthur (gallese: Arthur; attorno al 585) è stato sovrano del Dyfed (regno altomedievale del Galles, regione dell'Inghilterra).

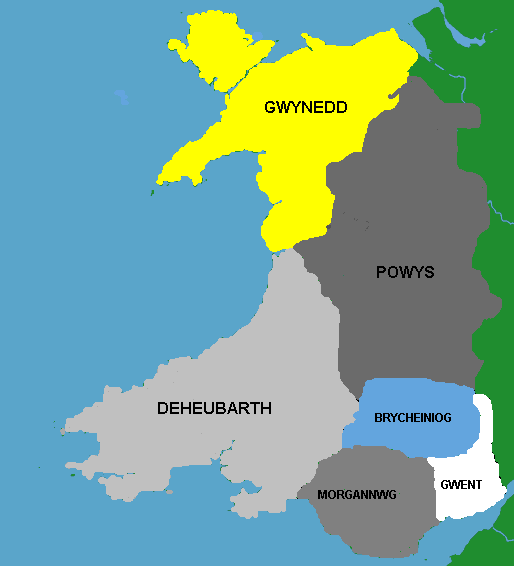
Regni medioevali del Galles

Poco si sa di questo monarca degli inizi del VII secolo. Figlio ed erede di re Petr ap Cincar ap Guortepir.